# Schlossstraße 14 (Korschenbroich)

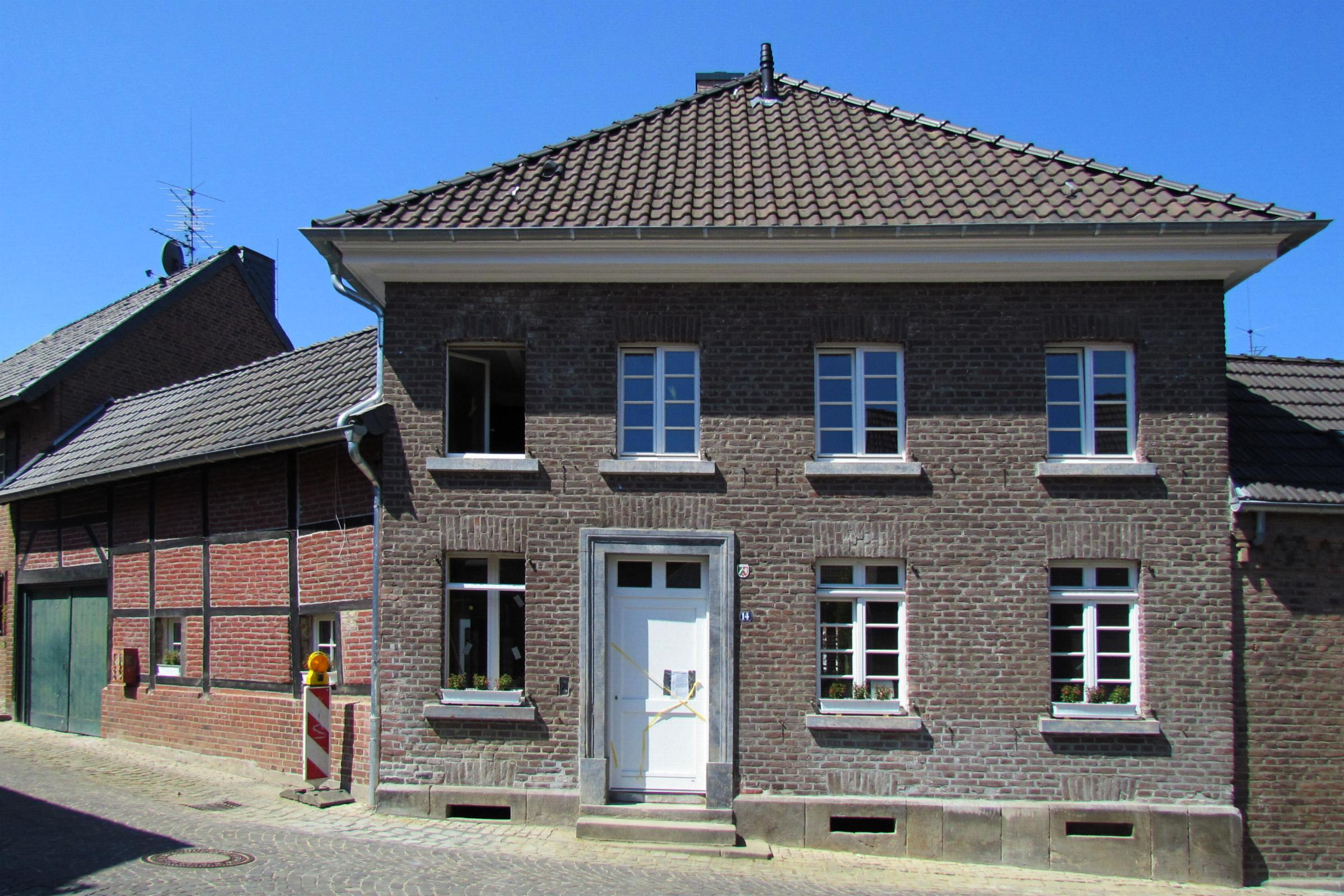
Backsteinwohnhaus

Das Backsteinwohnhaus Schloßstraße 14 steht im Stadtteil Liedberg in Korschenbroich im Rhein-Kreis Neuss in Nordrhein-Westfalen.
Das Haus wurde am Ende des 18. Jahrhunderts erbaut und unter Nr. 129 am 9. Juni 1987 in die Liste der Baudenkmäler in Korschenbroich eingetragen.

## Architektur
Bei dem Denkmal handelt es sich um einen zweigeschossigen Backsteinbau mit Walmdach aus dem Ende des 18. Jahrhunderts. Das Gebäude besitzt linksseitig angebaut eine Fachwerkscheune, deren Fachwerk mit Backsteinen ausgemauert ist. Das Gebäude „Schlossstraße 14“ stellt als Bestandteil des denkmalwerten Ensembles des alten historischen Marktes ein Denkmal dar. Liedberg und insbesondere auch der alte noch vorhandenen Markt haben für die Stadtgeschichte von Korschenbroich heimatgeschichtliche Bedeutung.